# Kimpusen-ji

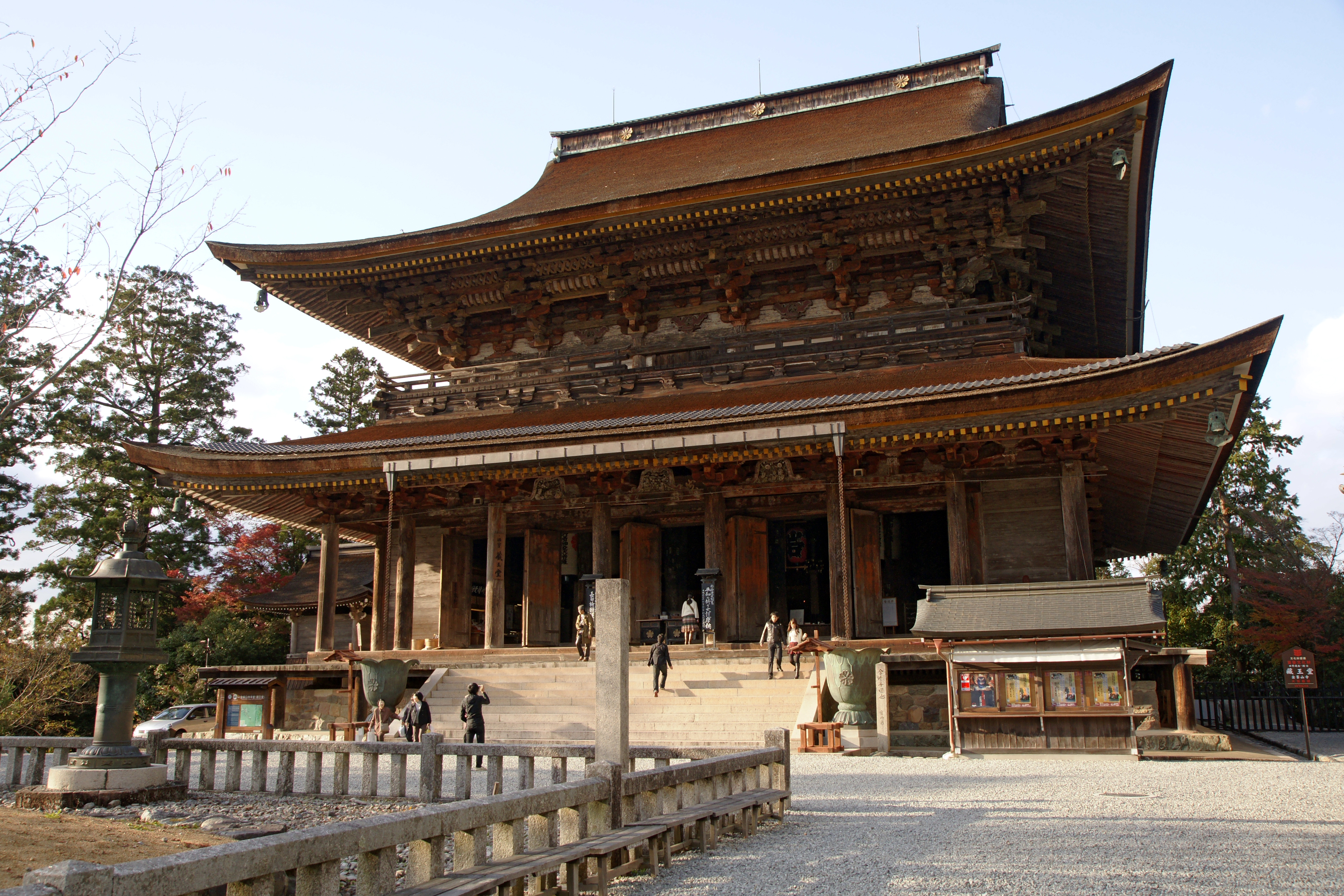
Zaō-Halle (Nationalschatz)

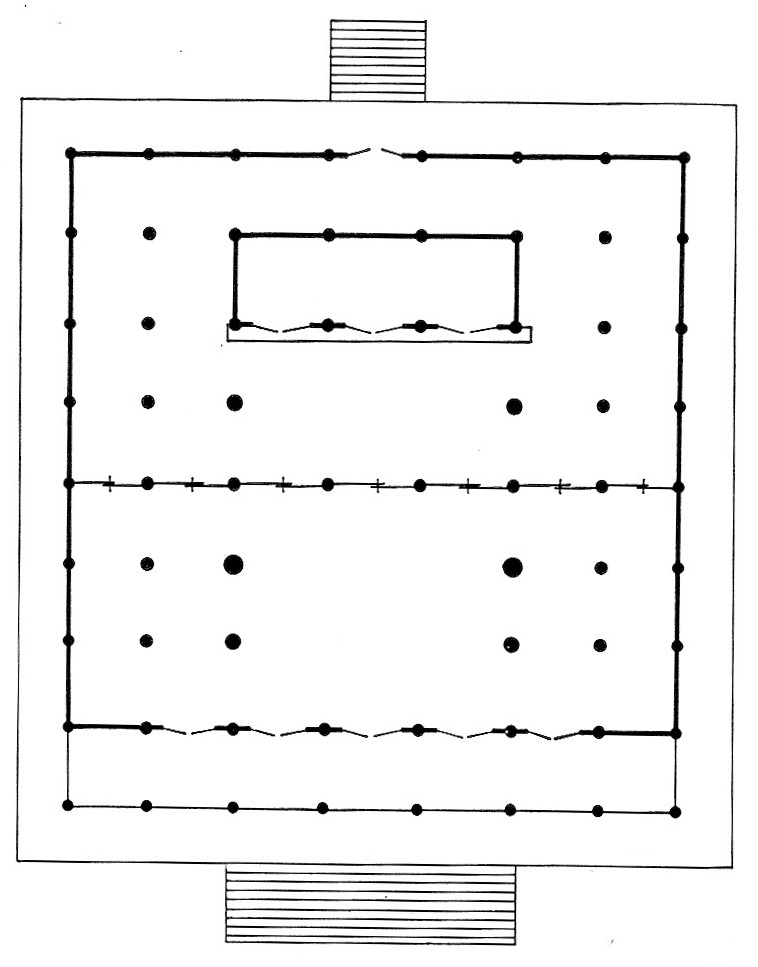
Zaō-Halle, Plan

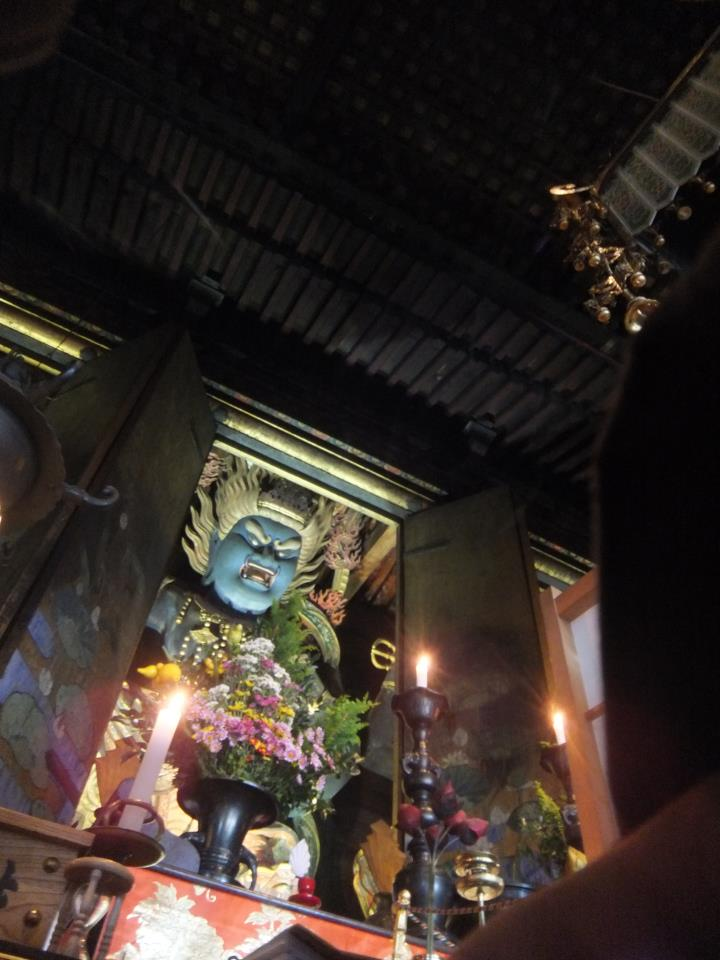
Eine der drei Zaō-Gongen Statuen

Der Kimpusen-ji (japanisch 金峯山寺) ist einer der wichtigsten Tempel der synkretistischen Religion des Shugendō. Er liegt in der seit alters her für ihre Kirschblüte berühmten Bergregion Yoshino (Yoshino-yama) in der Gemeinde Yoshino (Präfektur Nara). Der Name „Gold-Gipfel-Berg“ (Kimpusen) bezeichnet die gesamte Region einschließlich des Bergs Ōmine (Ōmine-san japanisch 大峰山), die als spirituelle Gebirgslandschaft gilt. Diese ist heute im Rahmen des Yoshino-Kumano-Nationalparks als kulturelles Welterbe registriert.

## Geschichte
Der legendären Überlieferung zufolge wurde der Tempel im 7. Jahrhundert von dem Bergasketen En no Gyōja (auch En no Ozunu) gegründet. Historisch deutlichere Spuren reichen in die Heian-Zeit. Der „Korrekten Überlieferung zum Mönch Shōbō“ (Shōhō-sō seiden, 聖宝僧正伝) zufolge richtete der Shingon-Mönch Shōbō, genannt Rigen Daishi (832–909), im Jahre 892 die Tempelanlage wieder her, stellte Zaō-Statuen auf, legte Pilgerwege an und gründete einige kleinere Tempel in der Umgebung. Lange stand der Tempel daher unter dem Einfluss des Shingon-Buddhismus (Shingon-shū). In der Edo-Zeit wurde der Tempel 1614 auf Anordnung des Shōgun Tokugawa Ieyasu der Tendai-Schule (Tendai-shū) unterstellt.
Mit dem Beginn der Meiji-Zeit verbot die neue Regierung im Rahmen der erzwungenen Trennung von Shintō und Buddhismus (Shinbutsu-Bunri) die synkretistischen Praktiken des Shugendō. Der Kimpusen-Tempel wurde 1871 zum Schrein erklärt. 1874 funktionierte man das als Mönchsunterkunft genutzten Yoshimizu-in zum Yoshimizu-Schrein um. Andere Zweigtempel in der Umgebung wurden aufgelöst, teils auch abgerissen. Erst 1886 erlaubte man die erneute Inbetriebnahme als Tempel durch die Tendai-Schule. Nach dem Zweiten Weltkrieg machte sich der Tempel 1952 als Haupttempel eines Shugendō-Zweigs (Kimpusen Shugen Honshū 金峯山修験本宗) selbstständig.

## Tempelbereich
Man betritt den inneren Tempelbereich durch das im Jahr 1456 wieder errichtete Tempeltor Niōmon (仁王門; Nationalschatz).
Die Haupthalle, auch Zaō-Halle (Zaō-dō, 蔵王堂) genannt, hat die Maße 7 × 8 Ken, hier 25,76 × 27,27 m (Breite × Tiefe) und eine Höhe von 34 m und ist damit die zweithöchste nach der Haupthalle des Tōdai-Tempels (Tōdai-ji) in Nara. Das Gebäude ist zweistöckig angelegt und besitzt ein mit Holzschindeln gedecktes Fußwalmdach. Die heutige Halle stammt aus dem Jahr 1592 und ist ebenfalls als Nationalschatz registriert.
Zur Tempelanlage gehören weiter das „Schwarze Tor“ (黒門, Kuromon), die „Aizen-Halle“ (愛染堂, Aizen-dō,), die „Kannon-Halle“ (観音堂, Kannon-dō), der „Itoku-Schrein“ (威徳天満宮, Itoku Tenmangū).
In der hinter der Haupthalle im 20. Jh. errichteten „Halle der ursprünglichen Gestalt“ (Honchidō 本地堂) befinden sich Statuen der drei ursprünglichen Formen des Avatar Zaō, nämlich von Shaka Nyorai (Siddhartha Gautama), Senshu-Kannon Bosatsu und Miroku Bosatsu. Auf der linken Seite findet man eine Statue von En no Gyōja. Diese Halle ist gewöhnlich nicht zugänglich und dient diversen Zeremonien.
1963 errichtete man ein Nanchō Myōhōden (南朝妙法殿) genanntes Tempelgebäude mit einer Statue des Shaka Nyorai zum Gedenken der vier Tennō des „Südlichen Hofes“ (Nanchō), die während der „Epoche der Nord- und Südhöfe“ (Nambokuchō-jidai, 1336–1392) in Yoshino residierten und hier das Zeitliche segneten.
In unmittelbarer Nähe finden wir ein Andachtsgebäude mit einem Relikt des Shaka Nyorai (Busshari Hōden 仏舎利宝殿), das der Tempel 1967 von der damaligen indischen Premierministerin Indira Gandhi erhalten hatte.
Von dort aus gelangt man über eine lange Steintreppe zum „Drachengott-Tempel“ (脳天大神 龍王院, Nōten-ōkami ryūō-in) in einem engen Talgrund. Neben der Andachtshalle und einer Reihe von Mini-Schreinen gibt es dort ein Gebäude, in dem man sich „Wasserfall-Exerzitien“ (takigyō) unterziehen kann.

## Schätze
Die „Zaō-Halle“ beherbergt als Hauptgottheit den Avatar Zaō (蔵王権現, Zaō Gongen) in drei, für die Vergangenheit, Gegenwart und Zukunft stehenden Erscheinungsformen: Shaka Nyorai (7,28 m hoch), Senshu-Kannon Bosatsu (6,15 m) und Miroku Bosatsu (5,92 m). Die imposanten kobaltblauen Statuen wurden früher als „Verborgene Buddhas“ (hibutsu) nicht gezeigt. Heute öffnet man die Schreine zu bestimmten Terminen für das allgemeine Publikum.
Eine Reihe von, teils wertvollen Skulpturen aus Tempeln der Umgebung, die während der frühen Meiji-Zeit im Zuge der von der Regierung angeordneten Trennung von Buddhismus und Shintō (Shinbutsu-Bunri) abgerissen wurden, steht entlang der beiden Seitenwände hinter dem Altarraum (Zaō Gongen, En no Gyōja, Shaka Nyorai, Migawari Fudō, Nisshō Bosatsu, Gesshō Bosatsu etc.).
Ein Bronzelampe im abgegrenzten Areal vor der Haupthalle stammt aus dem Jahr 1471 und ist als „Wichtiges Kulturgut“ designiert. Unter den vier Kirschbäumen im selben Geviert hielt der Überlieferung zufolge Prinz Moriyoshi, Sohn des Kaisers Go-Daigo, im Jahre 1333 ein letztes Banket vor dem Angriff der Truppen des Hōjō Clans.

## Wichtige Feste
Am 7. Juli findet die Zeremonie des Froschhüpfen statt. Die Aufführung basiert auf der Legende, dass ein Mönch wegen seines Stolzes in einen Frosch verwandelt worden war und nur durch die Kräfte der Mönche des Yoshino-Bergs erlöst werden konnte.

## Bilder

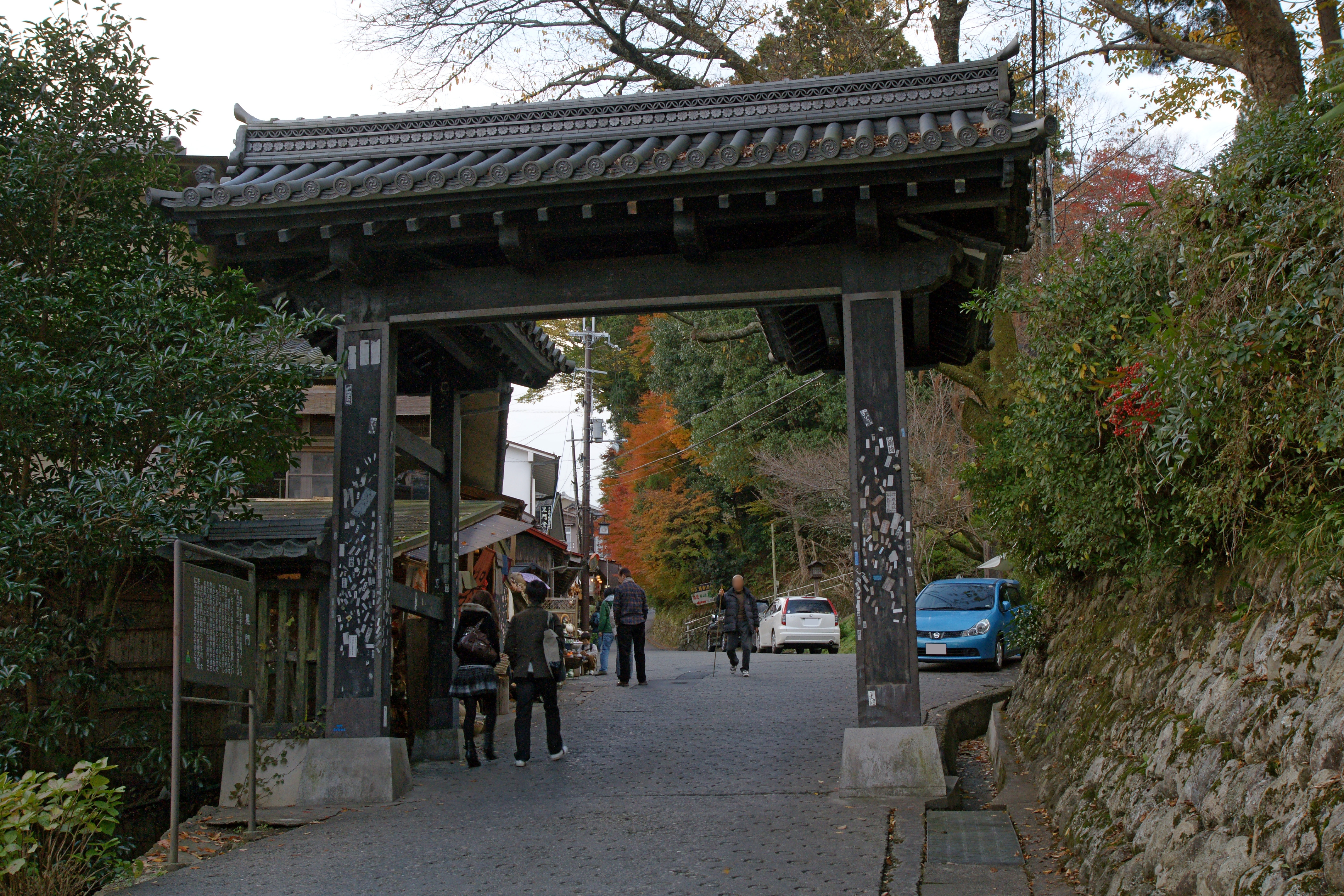
Kuromon (das Schwarze Tor)
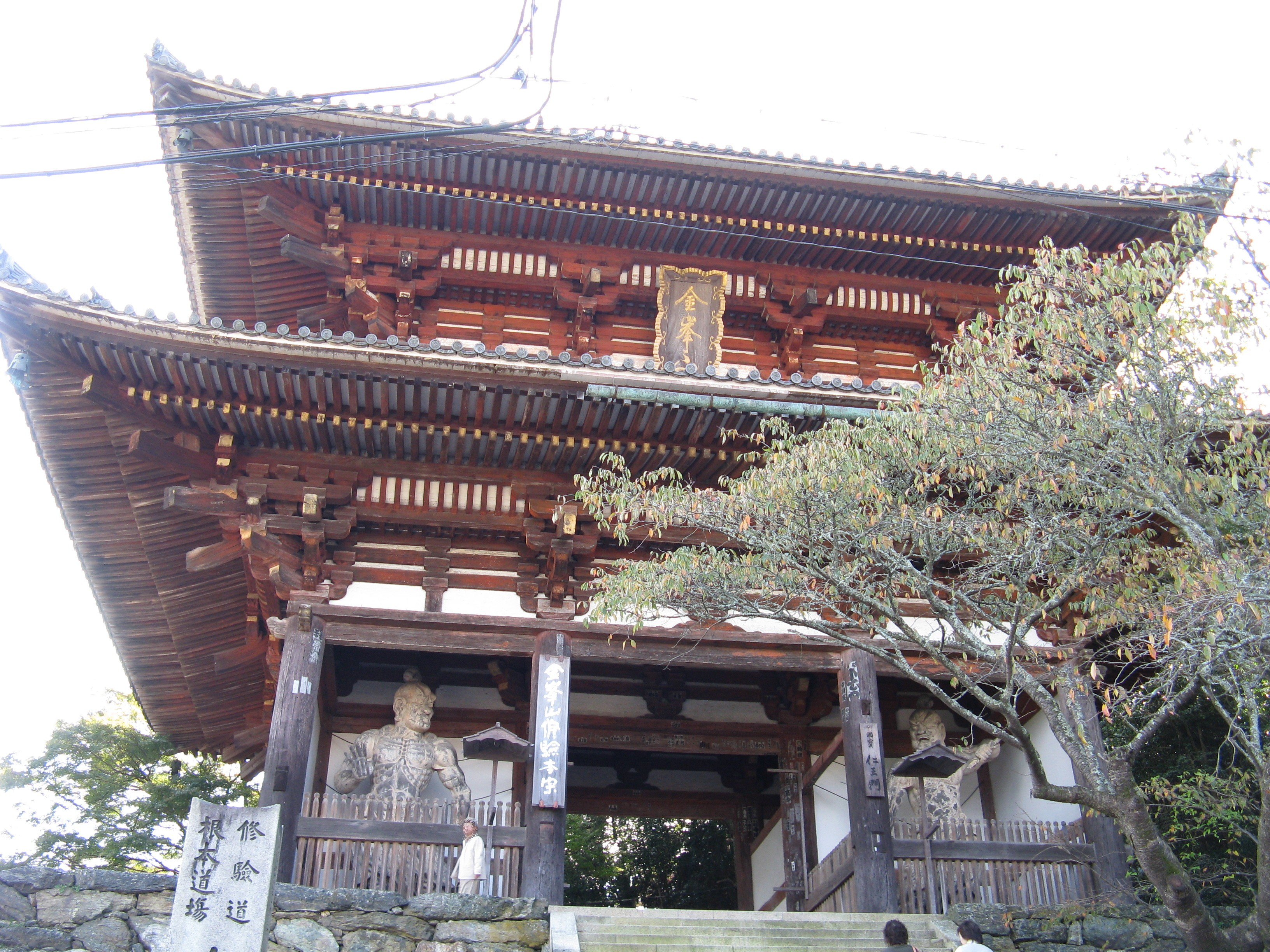
Haupttor mit den beiden Kongōrikishi bzw. Niō
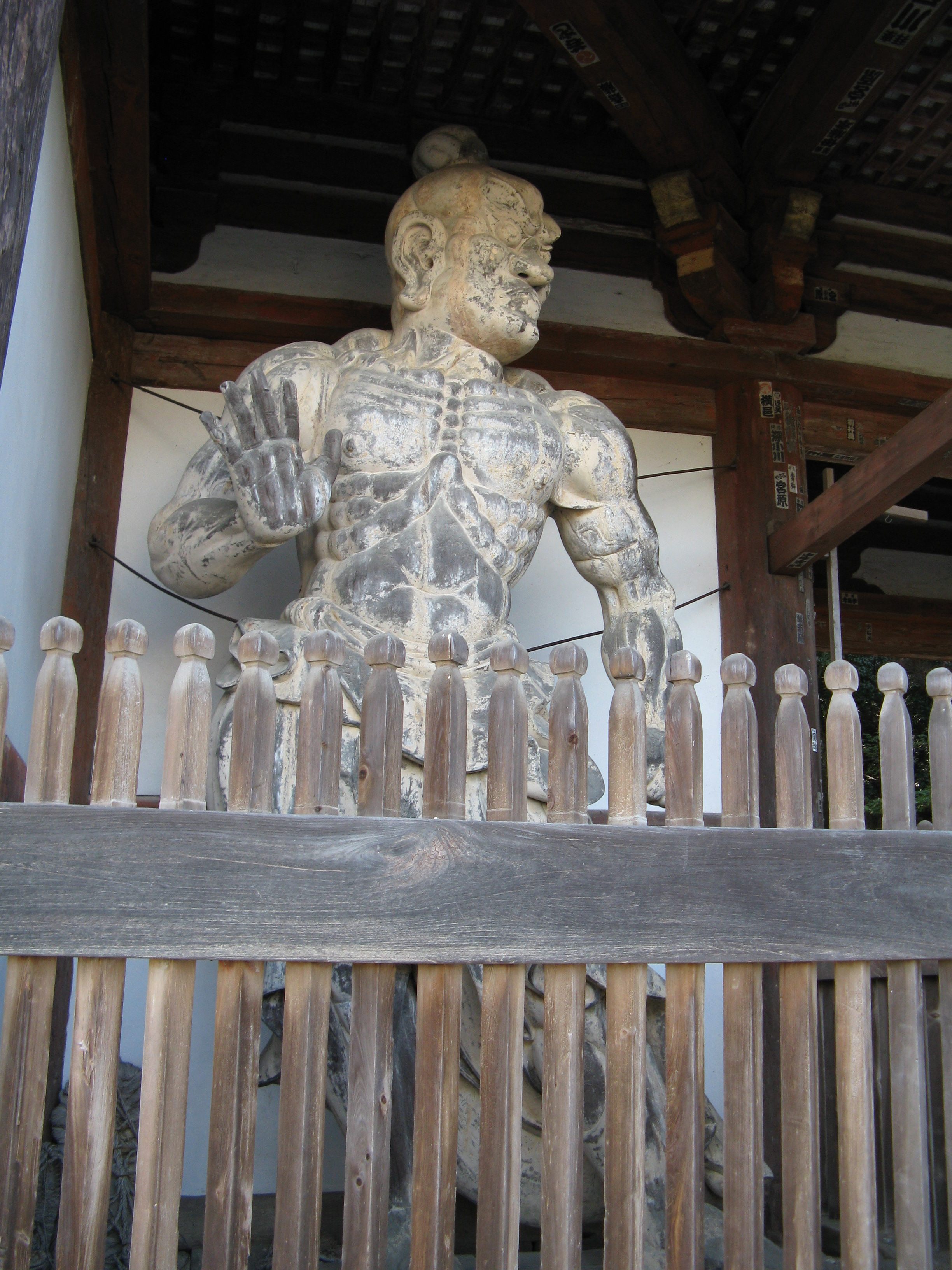
Niō (ungyō)
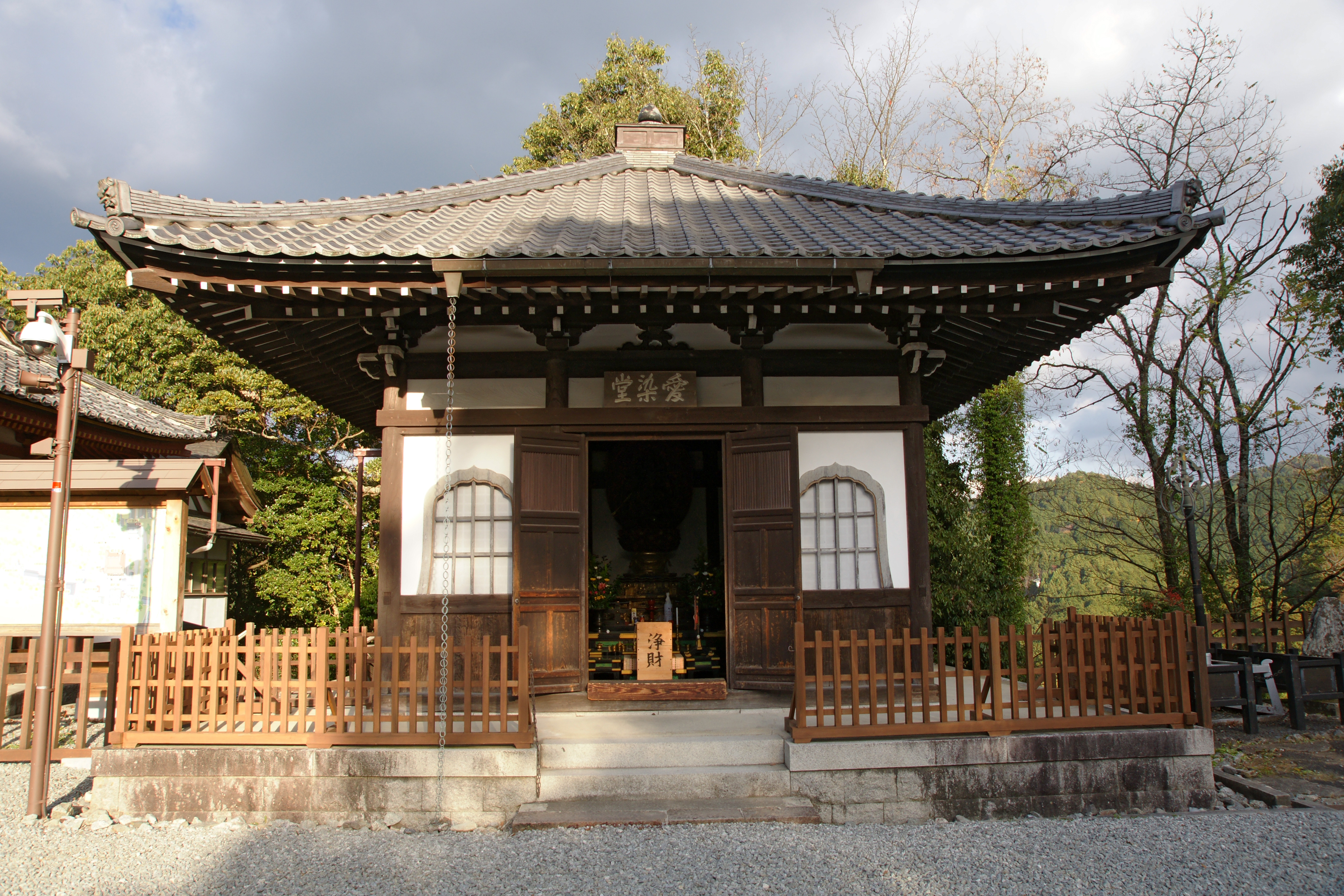
Aizen-Halle
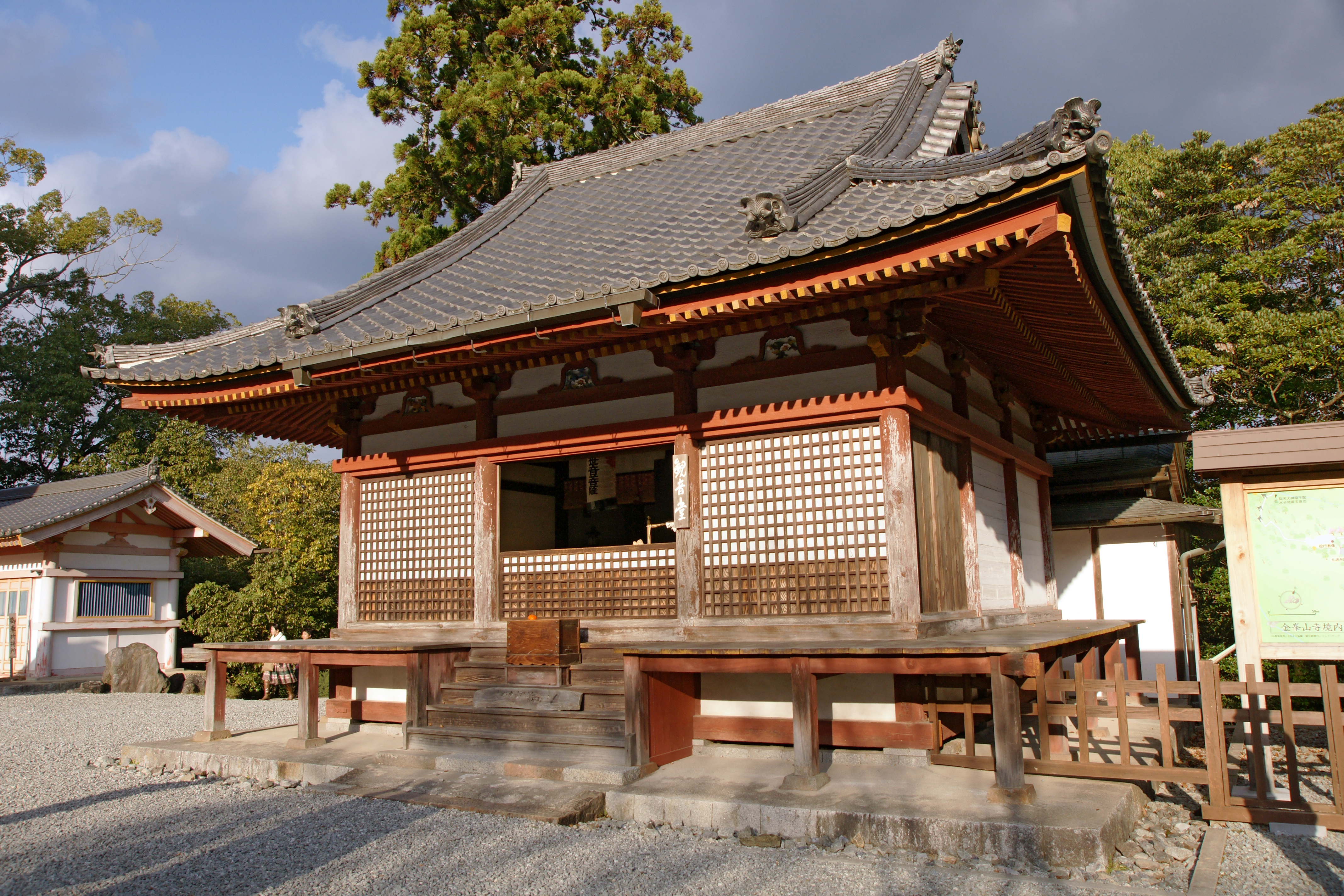
Kannon-Halle
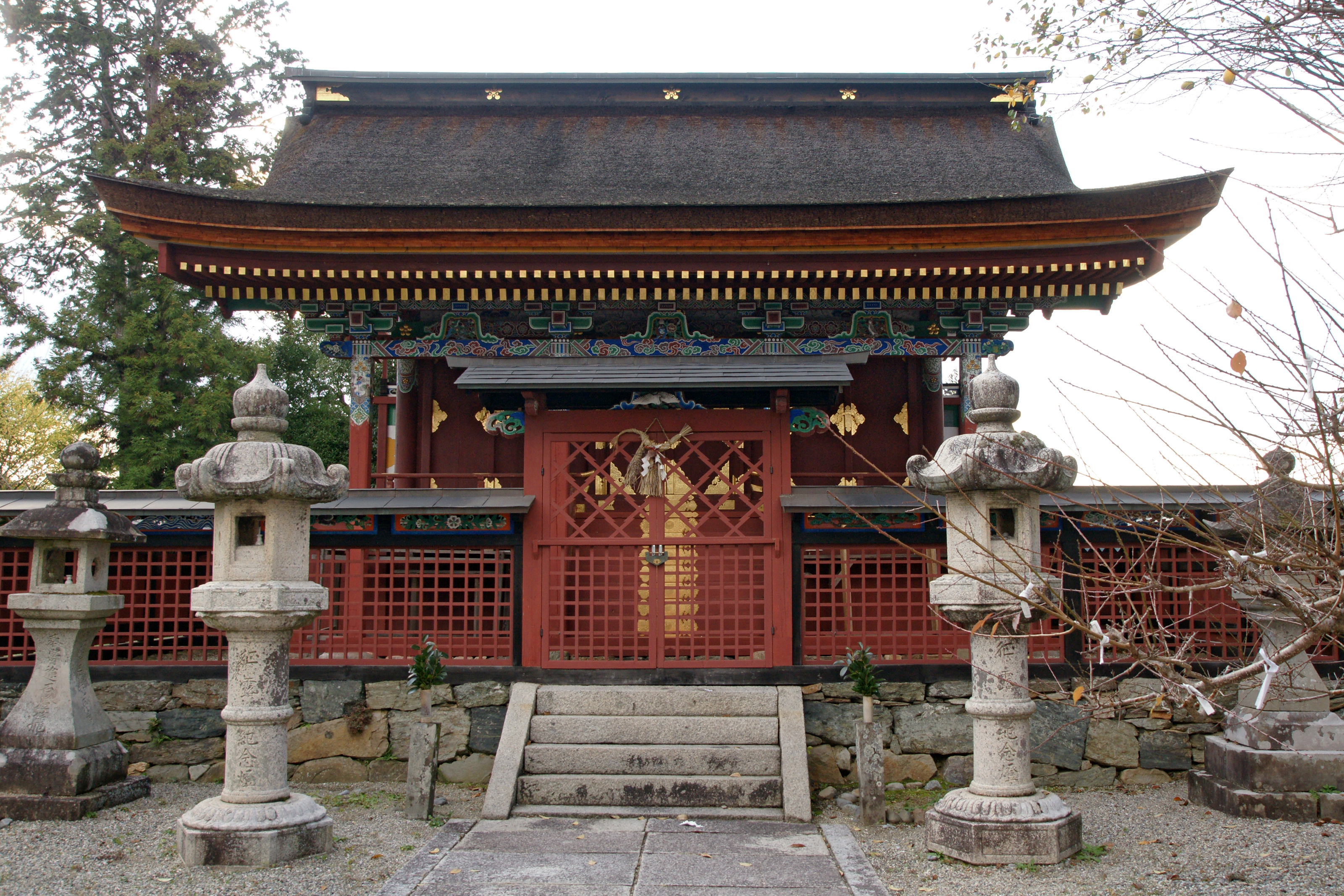
Itoku Tenmangu Schrein
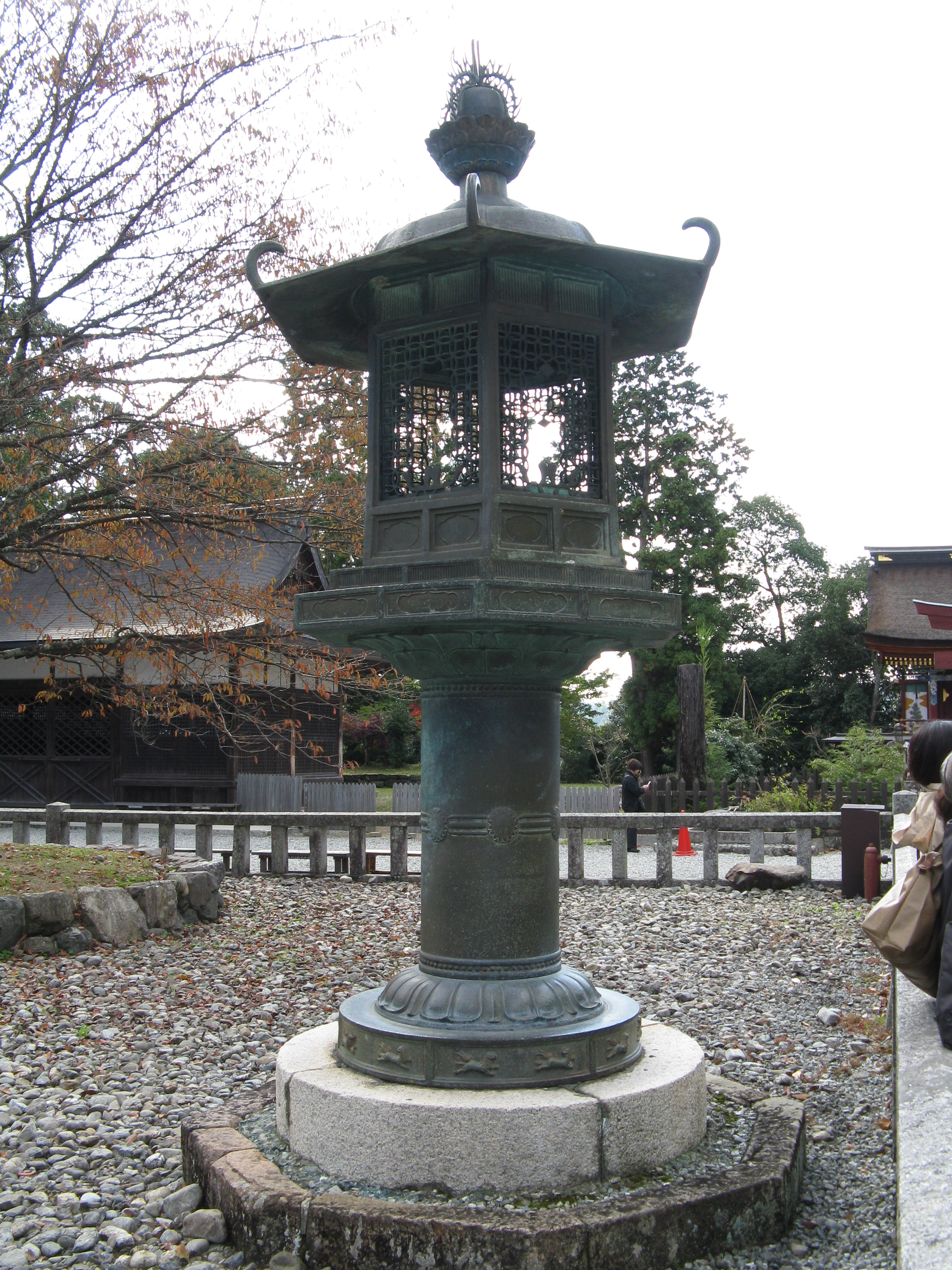
Bronzelampe (Wichtiges Kulturgut)
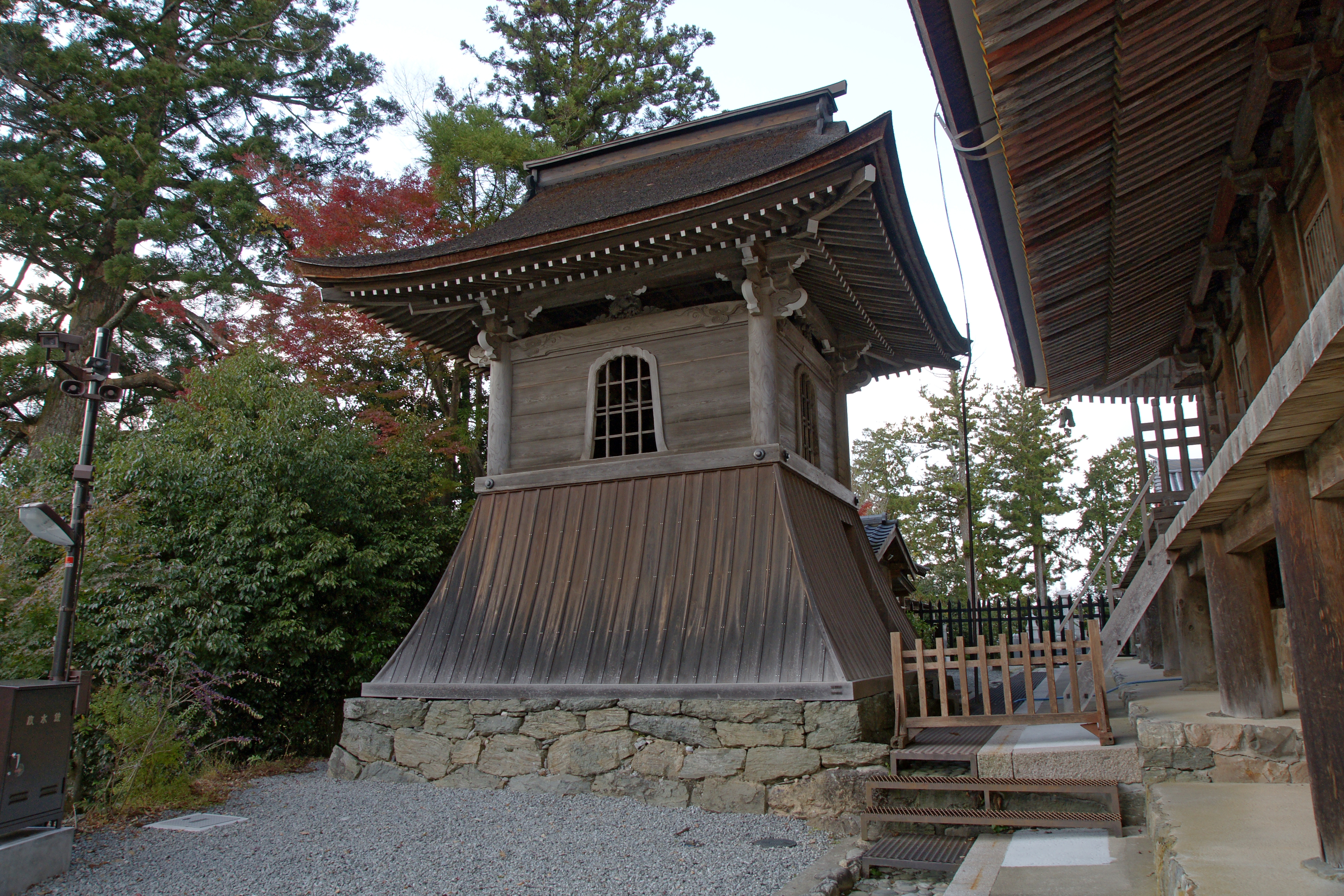
Glockenturm neben der Zaō-Halle
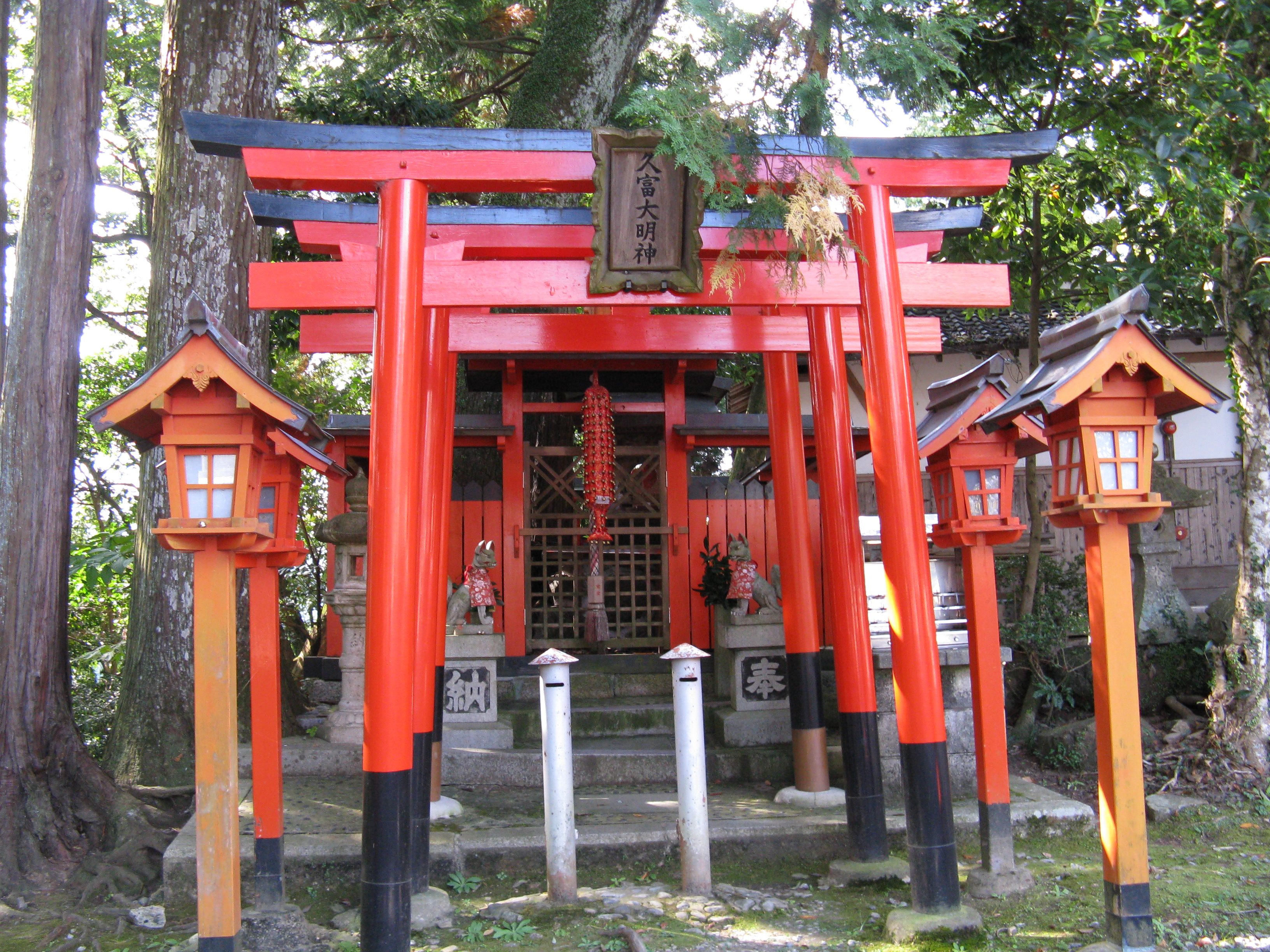
Inari-Schrein (Hisatomi Daimyōjin)
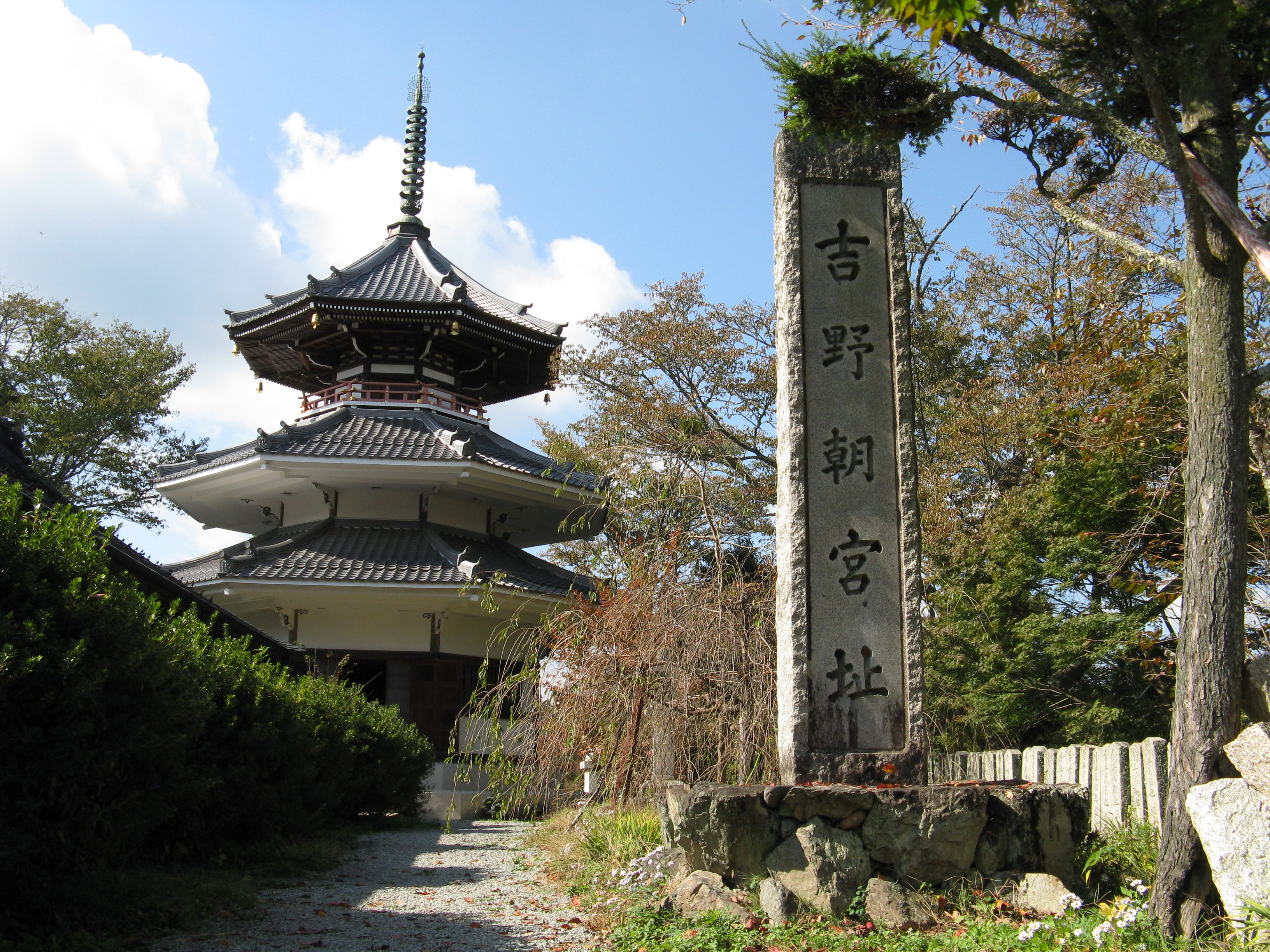
Nanchō Myōhōden
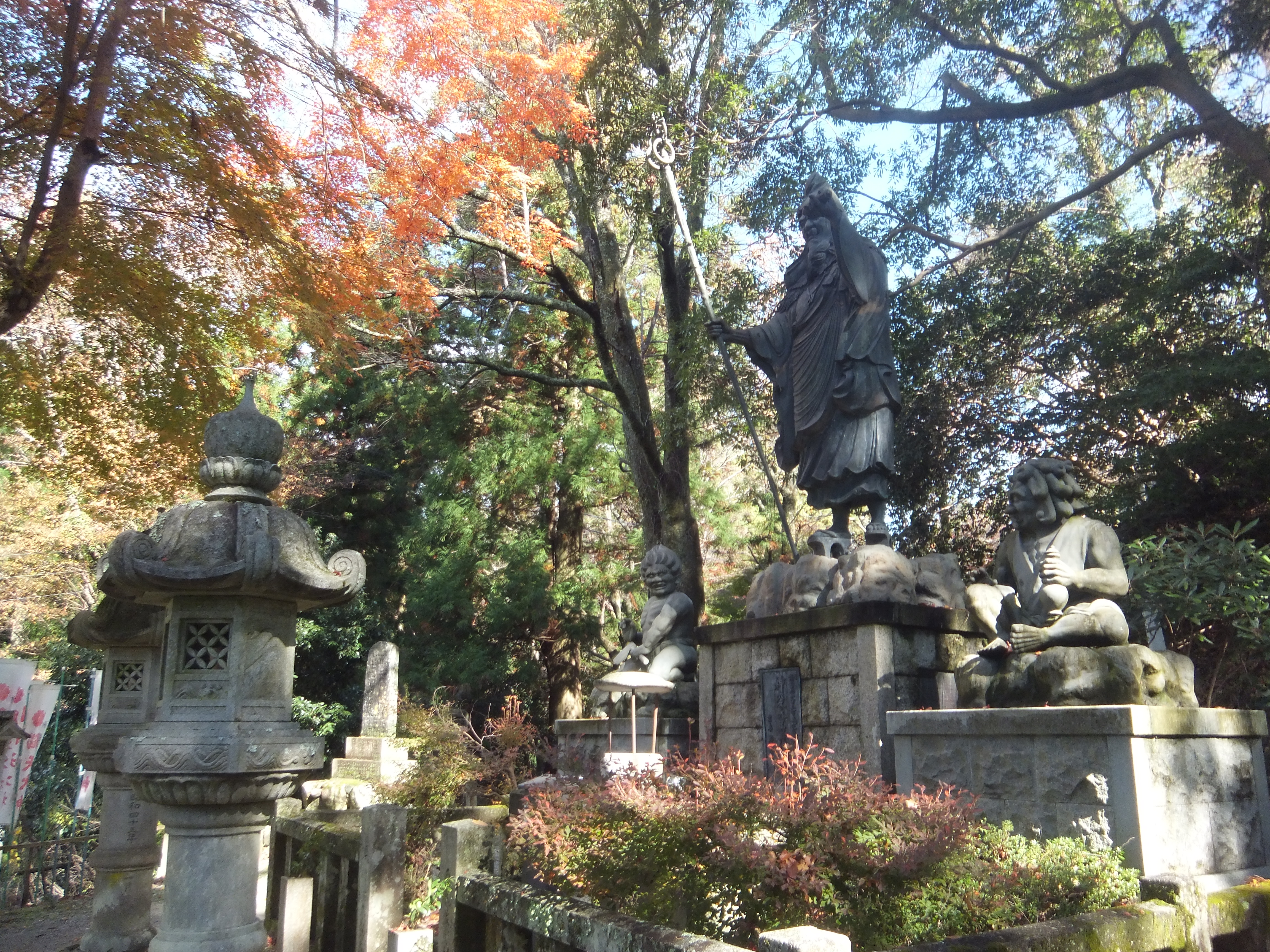
Statue des En no Gyōja (En no Ozunu)
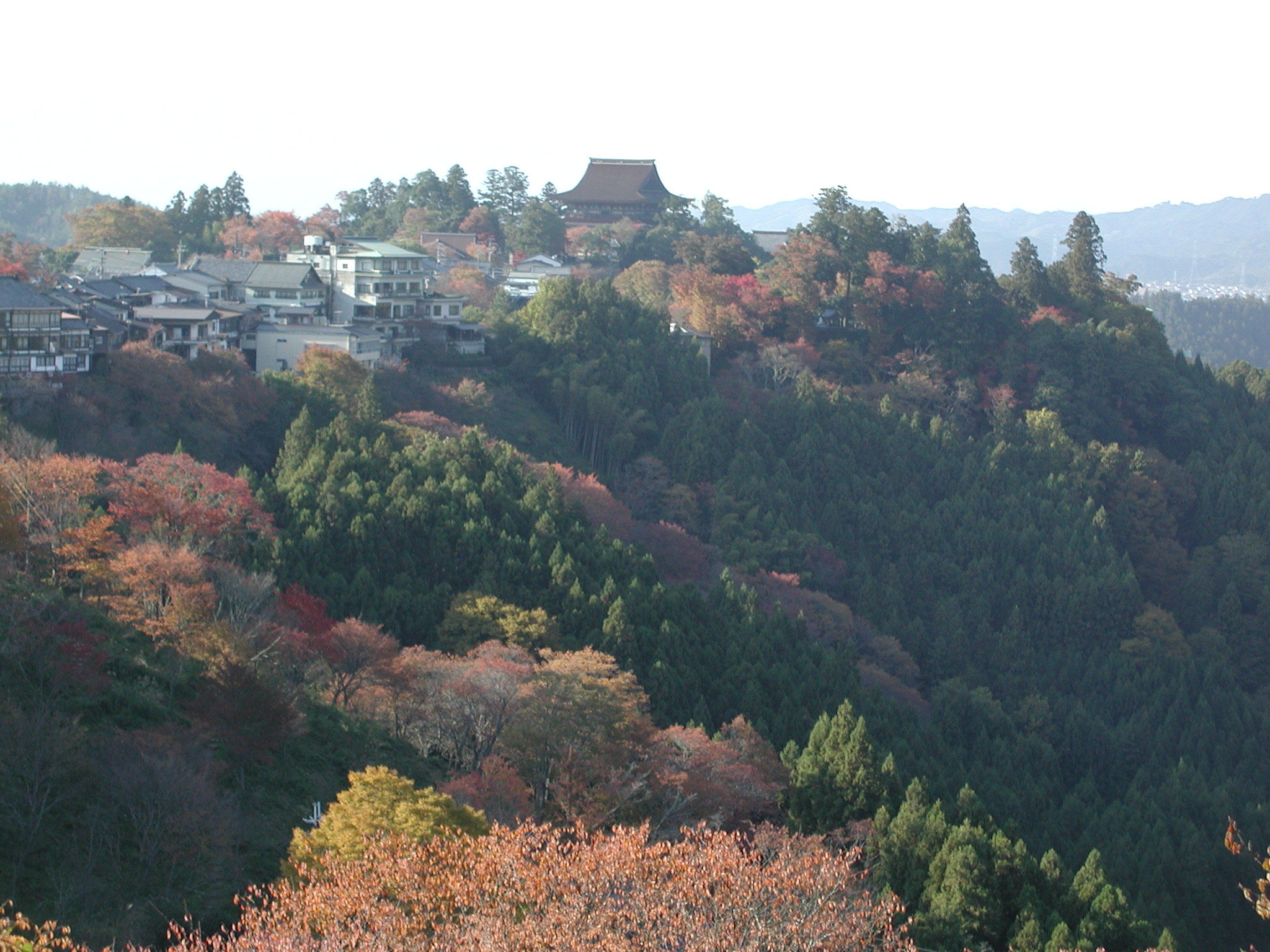
Blick auf die Zaō-Halle